# Vsevolod II di Kiev
Vsevolod II Olgovič (1104 – 1º agosto 1146) fu principe di Černihiv (1127 – 1139) e gran principe di Kiev (1139 – 1146). Figlio di Oleg Svjatoslavič e nipote di Jaroslav I, sposò Maria, figlia del gran principe di Kiev Mstislav I di Kiev, da cui ebbe due figli e due figlie.
Nel 1139 spodestò l'erede al trono di Kiev Vjačeslav, figlio di Vladimir II.